# Markus André Kaasa
Markus André Kaasa, né le 15 juillet 1997 en Norvège, est un footballeur norvégien, qui évolue au poste de milieu central au Molde FK.

## Biographie

### Odds BK
Markus André Kaasa est formé par l'Odds BK. Il joue son premier match en professionnel le 26 avril 2017, lors d'une rencontre de coupe de Norvège face au Hei IL. Il entre en jeu à la place de Fredrik Oldrup Jensen ce jour-là et son équipe s'impose largement par dix buts à zéro. Le 5 novembre de la même année, Kaasa joue son premier match dans l'Eliteserien, l'élite du football norvégien, face au Stabæk Fotball. Il est titulaire et son équipe s'incline lourdement par cinq buts à zéro.
Le 16 mai 2018, Kaasa inscrit son premier but en professionnel, lors d'une victoire de l'Odds BK par cinq buts à zéro contre Sandefjord Fotball, en championnat. En août 2018, il se blesse sévèrement au genou ce qui met un terme à sa saison.
Le 23 avril 2019, de retour après une longue blessure, Kaasa inscrit le but de la victoire face au Viking FK, en championnat. Son équipe s'impose par un but à zéro.
Le 10 septembre 2020, Markus André Kaasa prolonge jusqu'en 2024 avec l'Odds BK.

### Molde FK
Le 15 janvier 2022, Markus André Kaasa s'engage en faveur du Molde FK pour un contrat courant jusqu'en décembre 2025. Dès sa première saison, lors de l'édition 2022, il est sacré Champion de Norvège,.

## Palmarès
Molde FK
- Championnat de Norvège (1) :
  - Champion : 2022.
- Coupe de Norvège (1) :
  - Vainqueur : 2022.